# Simon Nessman
Simon Nessman (5 de noviembre de 1989) es un modelo canadiense, más conocido por ser la imagen de la fragancia «Aqua di Gio» de Giorgio Armani.

## Carrera
Simon Nessman comenzó su carrera en el mundo de la moda, gracias a un contrato con la agencia Major Model Management en 2007. El 7 de mayo de 2007, Simon apareció en models.com como "modelo de la semana" y en septiembre ya se encontraba desfilando para la colección de primavera de Narciso Rodríguez en Nueva York. En noviembre del mismo año, aparece en la edición francesa de la revista Vogue junto a la supermodelo Lily Donaldson, fotografiado por Bruce Weber.
En 2008 fue fotografiado por Mario Testino para las campañas publicitarias de Dolce & Gabbana y Lord & Taylor. Durante su carrera, Nessman ha modelado para Dsquared2, Louis Vuitton, Roberto Cavalli, Tommy Hilfiger, D&G, Emporio Armani, Michael Kors, Salvatore Ferragamo, Lacoste, entre otros; también trabajó para las campañas publicitarias de Givenchy, John Galliano y la ropa interior de Versace.
Ha aparecido en V, L'Uomo Vogue, L'Officiel Hommes, Vogue Hommes International, Vogue Japón, Vogue Italia (fotografiado por Steven Meisel), Vogue Vogue Rusia y Francia. En el 2012 participó en el video musical de la canción Girl Gone Wild de Madonna.

## Logros
Models.com tiene posicionado a Nessman en el segundo lugar, en el ranking de los cincuenta modelos más exitosos.

## Agencias
- Nueva York - Major Model Management
- París - Ford Models Europe
- Hamburgo - Kult Model Agency
- Bruselas - IMM
- Milán - I LOVE Models Management

-*  Londres  Storm Model Management
-*  Nueva York - Elite Model Management